# Alexander Henderson (Fotograf)

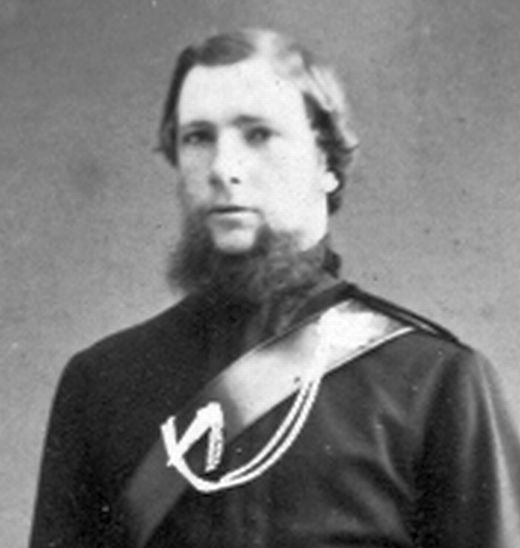
Alexander Henderson im Jahr 1862 in einer Uniform der Victoria Rifles

Alexander Henderson (* 1831 in Schottland; † 4. April 1913 in Montreal) war ein kanadischer Fotograf schottischer Herkunft.
Bekannt ist er vor allem für seine Landschaftsaufnahmen, Henderson dokumentierte aber auch städtisches Leben in Québec und Ontario sowie Bauprojekte entlang der in seiner Zeit entstehenden Eisenbahnlinien. Ein Großteil seines fotografischen Werks ist verloren gegangen.

## Leben

### Frühe Jahre
Henderson entstammte einer wohlhabenden Familie, der neben einem Anwesen in Edinburgh auch ein Herrenhaus und umfangreicher Landbesitz im rund 60 Kilometer südöstlich der schottischen Hauptstadt gelegenen Press Castle gehörten. Der Großvater Alexander Henderson Sr. hatte die National Bank of Scotland geleitet und als Kaufmann erfolgreich mit Samen gehandelt. Der Vater Thomas Henderson führte das Familienunternehmen weiter. Sohn Alexander verbrachte einen Großteil seiner Jugend auf dem Landsitz und scheint dort früh Gefallen an der Natur gefunden zu haben. Als er neun Jahre alt war, starb der Vater. Anschließend kümmerte sich ein fürsorglicher Onkel um Alexanders Erziehung und nahm ihn unter anderem auf ausgedehnte Angeltouren mit. Henderson besuchte die Murcheston Academy in Edinburgh und die Rugby School in England. Auf Drängen seiner Familie begann er 1849 eine dreijährige Ausbildung als Buchhalter bei einer Firma in Edinburgh, langweilte sich aber bei seinen Studien und äußerte den Wunsch nach einer anregenderen Tätigkeit. 1851 besuchte er auf Initiative des Onkels hin die Great Exhibition in London, ein offenbar prägendes Erlebnis, das sein Interesse an anderen Ländern wie auch an moderner Technik anregte.
Im Oktober 1855 ehelichte Henderson Agnes Robertson, eine Tochter von langjährigen und ebenfalls wohlhabenden Freunden seiner Familie. Agnes brachte später neun gemeinsame Kinder zur Welt, von denen aber nur fünf das Erwachsenenalter erlebten. Wenige Tage nach der Hochzeit übersiedelte das frischgebackene Ehepaar nach Kanada, wo es sich in Montreal niederließ. Über Hendersons berufliche Aktivitäten in den folgenden drei Jahren ist nichts bekannt. Zwischen 1859 und 1863 war er im Montrealer Adressbuch als Kommissionär gelistet und lebte in einer schicken Gegend der Stadt. Das Ehepaar Henderson unternahm wiederholt Reisen, die es unter anderem nach Québec und an die Ostküste führten. Auf einem Segelboot ging Henderson am Saguenay auch öfters seiner alten Leidenschaft nach, dem Angeln. Als es nach Ausbruch des Sezessionskrieges zu Spannungen zwischen Großbritannien und den Nordstaaten der USA kam und eine Invasion Kanadas befürchtet wurde, trat Henderson im Dezember 1861 einer neugegründeten Miliz (The Victoria Rifles) bei.

### Erfolg als Fotograf
Henderson entdeckte um 1857 das Fotografieren für sich und entwickelte sich bald zu einem ambitionierten Amateur. Im September 1859 trat er als erstes Mitglied auf dem amerikanischen Kontinent dem Stereoscopic Exchange Club bei, einer Gruppe von Fotografen, die im Stereoskopie-Verfahren erzeugte Fotos austauschten. Seine frühesten bekannten Aufnahmen aus den Jahren 1858/1859 zeigen den Beloeil Mountain in der Nähe des Mont Saint-Hilaire und ein Winterpanorama von Montreal. Hendersons Fotos aus den folgenden Jahren bezeugen seine schnelle Reifung, sowohl in technischer als auch in künstlerischer Hinsicht. 1865 veröffentlichte er erstmals, offenbar in kleiner Auflage und auf individuelle Interessen der Käufer zugeschnitten, einen schmalen Band mit bis zu zwanzig eigenen Landschaftsfotografien.

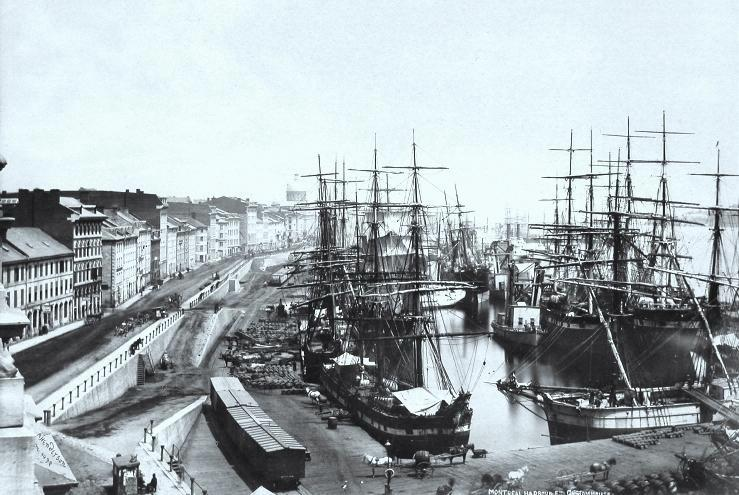
„Montreal harbour from Custom House“ (um 1872)

Bald darauf gab er seine bisherige berufliche Laufbahn auf und widmete sich ganz dem Fotografieren. 1866 oder 1867 eröffnete er ein Fotostudio in Montreal und warb für sich selbst als Porträt- und Landschaftsfotograf. Offenbar stellten Porträts, die er nur bis etwa 1870 produzierte, aber lediglich einen Nebenaspekt seiner Tätigkeit dar. Größeren Erfolg erzielte Henderson mit seinen Ablichtungen belebter Stadtszenen und vor allem mit seinen Landschaftsfotos, beides bevorzugt in winterlichem Erscheinungsbild.
Eine kollegiale Zusammenarbeit und Freundschaft verband Henderson mit dem heute bekannteren Fotografen William Notman, mit dem er bereits 1860 eine Fotoexkursion zu den Niagarafällen unternommen hatte. Beide zählten zu den Gründungsmitgliedern der Art Association of Montreal und gehörten dem Montreal Amateur Photographic Club an. Im Jahr 1865 experimentierten sie gemeinsam  mit Magnesiumblitzlicht.

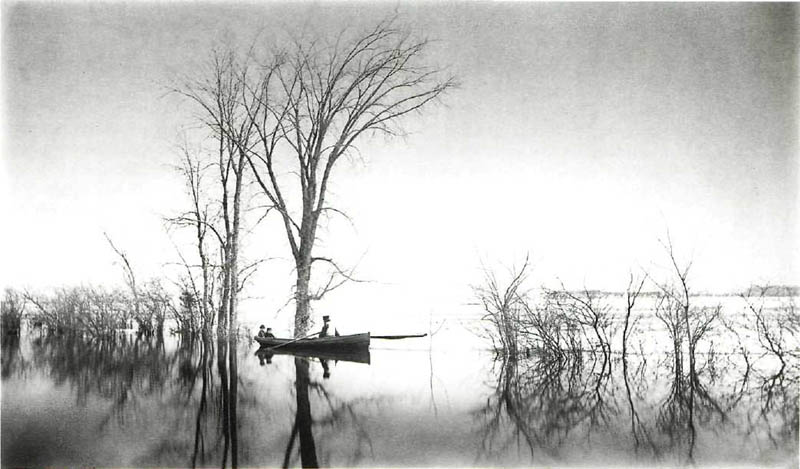
„Spring Flood on the St. Lawrence“ (1865)

In den 1860er- und 1870er-Jahren unternahm Henderson ausgedehnte Reisen durch Québec und Ontario sowie einzelne Trips in die Seeprovinzen und nach Labrador. Die bei diesen Gelegenheiten entstandenen Aufnahmen dokumentieren sowohl eine noch weitgehend unberührte Natur wie auch den Bau von Brücken und Eisenbahnen, die auf deren Erschließung abzielen und nicht selten ihre Zerstörung zur Folge hatten. Auch die größeren Städte und viele kleinere Ortschaften der von ihm besuchten Regionen gehörten zu den Motiven. Besonderen Gefallen fand er an den Landschaften an Flüssen wie Blanche River, Rouge River und Rivière du Lièvre, die er sich oft im Kanu erschloss. 1870 veröffentlichte er zwei weitere Bildbände unter dem Titel Photographs of Montreal, von denen einer die Stadt im Sommer, der andere im Winter präsentierte.
Henderson stellte seine Arbeiten regelmäßig einer breiteren Öffentlichkeit vor. Dies machte ihn zu einem der wenigen kanadischen Fotografen seiner Zeit, die auch außerhalb der Grenzen ihres Landes Anerkennung fanden. Er nahm an Ausstellungen in London, Edinburgh, Dublin, Paris, New York und Philadelphia teil und erhielt dabei wiederholt lobende Erwähnungen. Bei zwei Ausstellungen der E. & H. T. Anthony & Company für Landschaftsaufnahmen erzielte er 1877/1878 erste Preise. Auf der Pariser Weltausstellung 1878 gewann er die Silbermedaille.

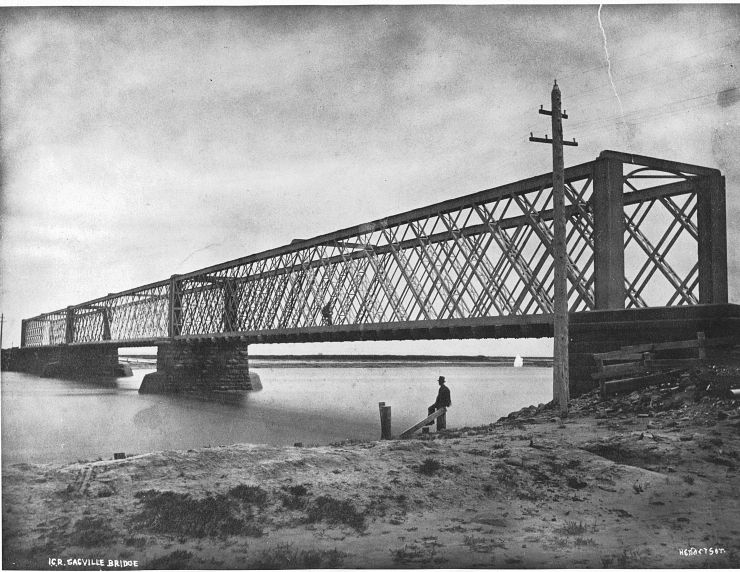
„Intercolonial Railway bridge at Sackville, New Brunswick“ (um 1875)

Um 1872 bereiste Henderson den unteren Sankt-Lorenz-Strom und hielt Bauprojekte der Intercolonial Railway (ICR) fest. Möglicherweise motivierten diese Aufnahmen die ICR 1875 dazu, Henderson mit der umfassenden fotografischen Dokumentation der inzwischen fast fertiggestellten Eisenbahnlinie zwischen Montreal und Halifax zu beauftragen. Eisenbahngesellschaften gehörten von da an zu seinen wichtigsten Kunden. Für die Quebec, Montreal, Ottawa and Occidental Railway fotografierte er 1876 Brücken auf der Strecke zwischen Montreal und Ottawa. 1882 bis 1884 hielt er Brücken im Bild fest, die von der Dominion Bridge Company Limited für die Canadian Pacific Railway (CPR) errichtet worden waren.
1885 reiste er im Auftrag der CPR in den Westen und gelangte dabei bis zum Rogers Pass in British Columbia. Bei dieser Gelegenheit lichtete er sowohl die Bauarbeiten an der Eisenbahnlinien wie auch Gebirgslandschaften ab. Im April 1892 nahm Henderson die ihm angebotene Stellung als Leiter der neugegründeten Fotoabteilung der CPR an. Im selben Jahr ging er erneut nach British Columbia und stieß dieses Mal bis zum Pazifik vor. Von den zahlreichen Fotografien, die im Zuge seiner Reisen im Westen entstanden, sind aber nur wenige überliefert.

### Späte Jahre und Hinterlassenschaft
Henderson setzte sich 1897 sich zur Ruhe. Er lebte zwar noch anderthalb Jahrzehnte, jedoch sind keine von ihm stammenden Aufnahmen aus dieser Zeit bekannt. Seine Briefe legen den Schluss nahe, dass er das Fotografieren ganz aufgegeben hatte.
Alexander Henderson starb am 4. April 1913 in Montreal im Alter von 82 Jahren. Seine fotografischen Leistungen scheinen zu diesem Zeitpunkt bereits weitgehend vergessen gewesen zu sein, da sie in den überlieferten Nachrufen nicht erwähnt werden. Die Erben schenkten der künstlerischen Hinterlassenschaft Hendersons keine Beachtung. Der einzige überlebende Nachkomme, ein Enkel, ließ die in einem Keller gelagerte, umfassende Sammlung von Hendersons Glasnegativen in den frühen 1950er-Jahren von der Müllabfuhr entsorgen.
Die Wiederentdeckung von Hendersons Werk begann in den 1960er-Jahren. 1973 organisierte das McCord-Museum in Montreal erstmals eine kleine Ausstellung seiner Fotos. Außer acht Nassplatten, die in den Notman Photographic Archives des Museums verwahrt werden, sind keine von Henderson stammenden Negative überliefert. Sein Werk ist heute größtenteils durch mehrere hundert Abzüge und einige Alben bekannt, die sich in den Beständen des McCord-Museums, der Library and Archives Canada und anderer kanadischer und britischer Institutionen befinden.
Henderson gehörte zu den vier Fotografen, die Canada Post im Jahr 1989 im Rahmen einer „150 Years of Canadian Photography“ gewidmeten Briefmarkenserie ehrte.

## Charakteristika seines Werks

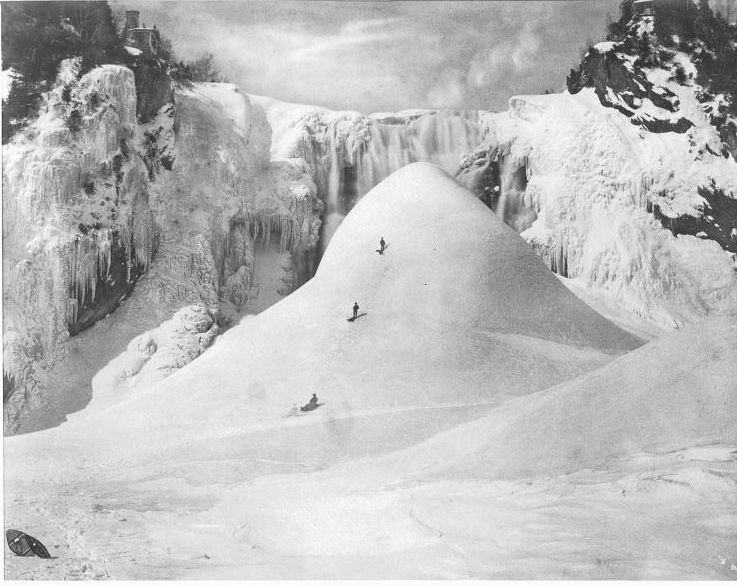
„Ice cone, Montmorency Falls, Québec“ (1876)

Hendersons frühe Landschaftsaufnahmen deuten einen starken Einfluss der englischen Landschaftsmalerei auf sein Schaffen an. Im Unterschied zu dem teils krassen, zuweilen ins Abstrakte umschlagenden Realismus seines Freundes Notman bevorzugte Henderson romantisch-pastorale Szenen. Obwohl die Natur sein bevorzugtes Motiv war, stellte er doch zumeist Bezüge zu menschlichen Aktivitäten her, etwa das Brechen von Eis auf einem zugefrorenen Fluss oder das Befahren eines waldgesäumten Flusses im Kanu. Möglicherweise diente dieser Aspekt einer besseren Vermarktung seiner Fotos. Aufgrund von Kosten und Aufwand der Ausrüstung gab es nur wenig Amateurfotografen und Fotos als Souvenir von Reisen etwa wurden in der Regel von professionellen Fotografen gekauft. Hendersons Fotos zeigen damals populäre Sujets wie das Fällen und den Transport von Holz, Dampfschiffe, Wasserfälle und Eisenbahnen, heben sich aber durch sorgfältige Komposition und die meisterhafte Behandlung von Licht vom Gros der zeitgenössischen fotografischen Produktion ab.

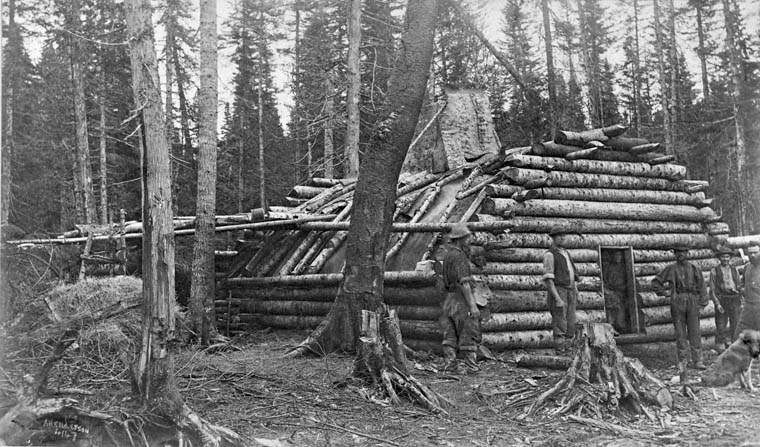
„Intercolonial Railway. Labourers shanty. Tartigou River, Québec“ (1871/1875)

Wählte Henderson Motive in Städten oder kleineren Ortschaften, standen häufig belebte Straßen und Märkte im Mittelpunkt. Er dokumentierte eine Vielzahl menschlicher Aktivitäten, so Holzfäller und Eisenbahn-Bauarbeiter, was die Fotos zu einer wertvollen Quelle für die Sozialgeschichte macht. Auch seine Fotos von Bauwerken verraten sein künstlerisches Geschick. Demgegenüber gelten die wenigen erhalten Porträtaufnahmen aus Hendersons Studio als kaum bemerkenswert.
Während Henderson zunächst Papiernegative verwendete und gelegentlich mit Kollodium-Trockenplatten experimentierte, entwickelte sich die Kollodium-Nassplatte doch zu seiner bevorzugten Technik. Es ist möglich, dass er in späteren Jahren zum trockenen Gelatineverfahren überwechselte. Für Abzüge seiner Fotos verwendete er fast immer Albuminpapier.